# Toyota Celica
Toyota Celica – sportowy samochód osobowy produkowany przez japońską firmę Toyota w latach 1970-2006. Dostępny był jako liftback i coupé, w niewielkiej liczbie egzemplarzy powstawała też wersja kabriolet. Do napędu używano benzynowych silników R4 o pojemności 1,6-2,4 l. W latach 1970–1986 Celica zaliczała się do samochodów tylnonapędowych, od 1986 do końca produkcji - przednionapędowych. W latach 1986–1999 powstawała topowa wersja Celiki z napędem na cztery koła oraz turbodoładowaniem - GT-Four. Powstało siedem generacji modelu, 2. i 3. posłużyły jako baza dla stworzenia nowego samochodu - Toyoty Supry. Nazwa pochodzi od hiszpańskiego słowa celica.

## I Generacja
Pierwsza generacja Celiki trafiła na rynek japoński pod koniec 1970 roku. Zaprojektowana została jako bardziej przystępna alternatywa dla droższej Toyoty 2000GT. Nowy model dzielił płytę podłogową z modelem Carina, dostępny był jako 3-drzwiowy liftback lub 2-drzwiowe coupé. Premiera miała miejsce podczas Tokyo Motor Show w październiku 1970 roku. Produkcja wersji coupé ruszyła w grudniu tego samego roku, liftback trafił zaś do sprzedaży w kwietniu 1973. Był to pierwszy samochód typu specialty car (odpowiednik amerykańskiego pony cars w Japonii).
Do napędu wersji coupé nabywca mógł wybierać spośród czterech jednostek benzynowych, trzy 1600 (2T - 100 KM, 2T-B - 105 KM i 2T-G - 115 KM) i jedna 1400 (T - 86 KM). Napęd przenoszony był na oś tylną poprzez 4- lub 5-biegową manualną bądź 3-biegową automatyczną skrzynię biegów. Dostępne były cztery wersje wyposażenia: GT, ST, LT i ET. W 1975 model przeszedł facelifting.
Liftback wprowadzony w kwietniu 1973 opierał się na prototypie SV-1 zaprezentowanym na Tokio Motor Show w 1971 roku. Pojazd był 3-drzwiowym liftbackiem z układem miejsc 2+2 z nadwoziem stylizowanym na fastbacka. Do napędu służyły m.in. silniki 2000 18R-G (145 KM) i 1600 2T-G (115 KM).
| Wersja             | Silnik:                   | Układ zasilania:   | Średnica × skok tłoka: | St. sprężania:     | Moc maksymalna:                   | Maks. moment obrotowy      | V-max:             |
| Silniki benzynowe: | Silniki benzynowe:        | Silniki benzynowe: | Silniki benzynowe:     | Silniki benzynowe: | Silniki benzynowe:                | Silniki benzynowe:         | Silniki benzynowe: |
| ------------------ | ------------------------- | ------------------ | ---------------------- | ------------------ | --------------------------------- | -------------------------- | ------------------ |
| 1.4 T              | R4 1,4 l (1407 cm³), OHV  | gaźnik             | 80,00 mm × 70,00 mm    | 8,5:1              | 86 KM (63 kW) przy 6000 obr./min  | 115 N•m przy 3800 obr./min | 165 km/h           |
| 1.6 2T             | R4 1,6 l (1589 cm³), OHV  | gaźnik             | 85,00 mm × 70,00 mm    | 8,5:1              | 100 KM (74 kW) przy 6000 obr./min | 134 N•m przy 3800 obr./min | 175 km/h           |
| 1.6 2T-G           | R4 1,6 l (1589 cm³), DOHC | dwa gaźniki        | 85,00 mm × 70,00 mm    | 9,8:1              | 115 KM (84 kW) przy 6400 obr./min | 142 N•m przy 5200 obr./min | 190 km/h           |
| 1.6 2T-B           | R4 1,6 l (1589 cm³), OHV  | dwa gaźniki        | 85,00 mm × 70,00 mm    | 9,4:1              | 106 KM (78 kW) przy 6000 obr./min | 137 N•m przy 4200 obr./min | 167 km/h           |
| 2.0 18R            | R4 2,0 l (1968 cm³), DOHC | dwa gaźniki        | 88,50 mm × 80,00 mm    | 9,7:1              | 120 KM (88 kW) przy 5800 obr./min | 152 N•m przy 5200 obr./min | b/d                |

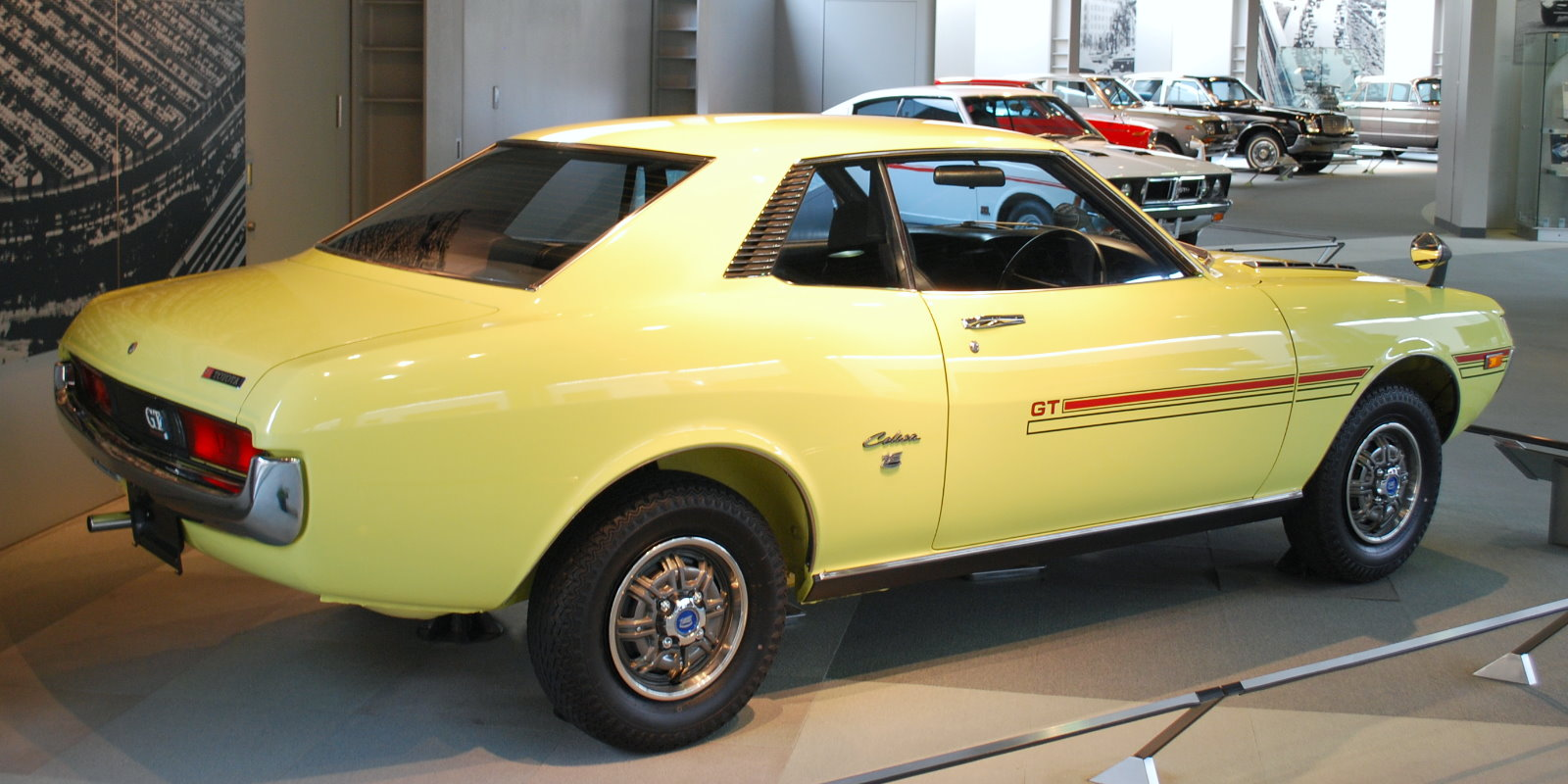
'70 Celica 1600GT coupé
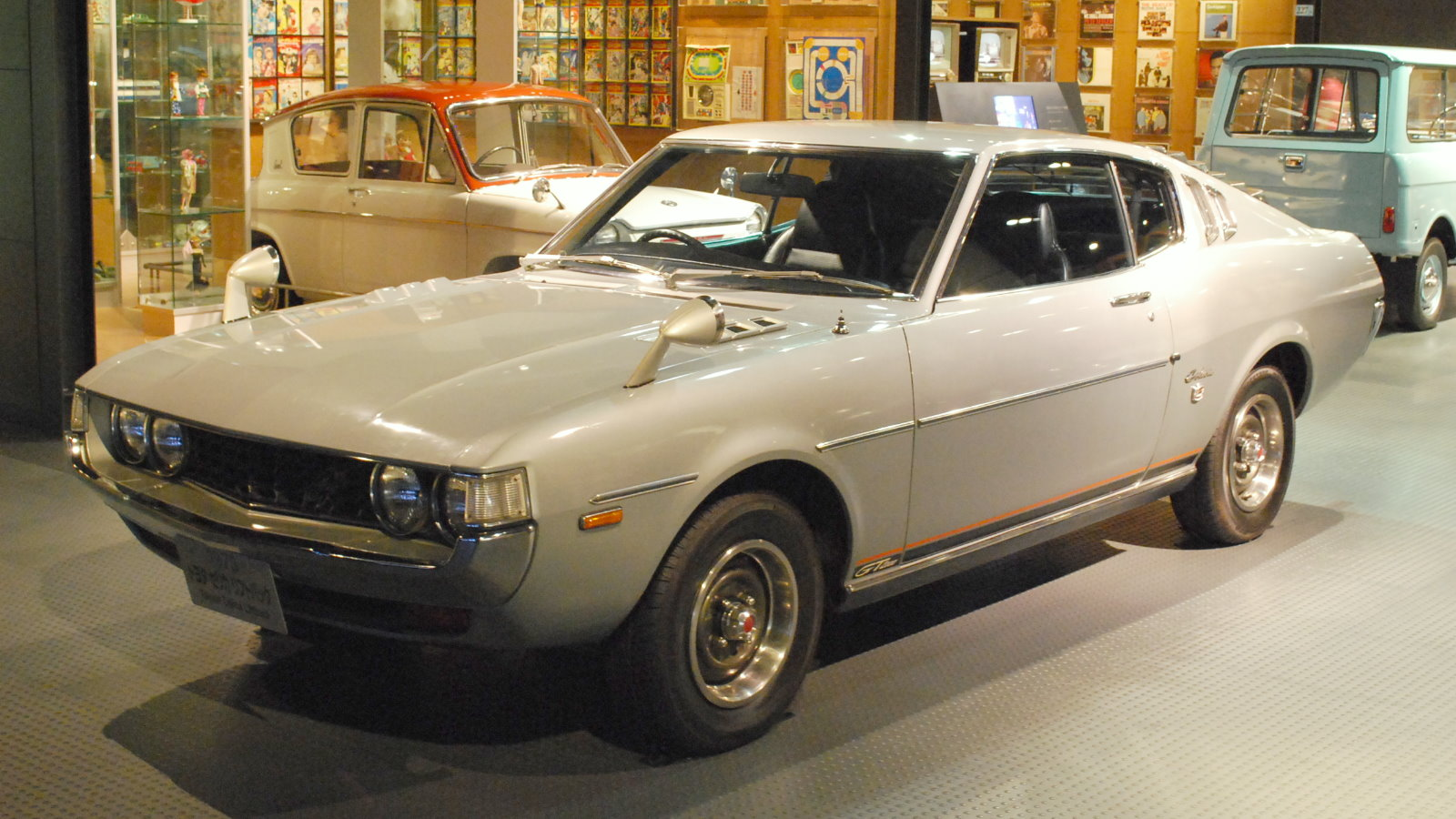
'73 Celica 2000GT liftback
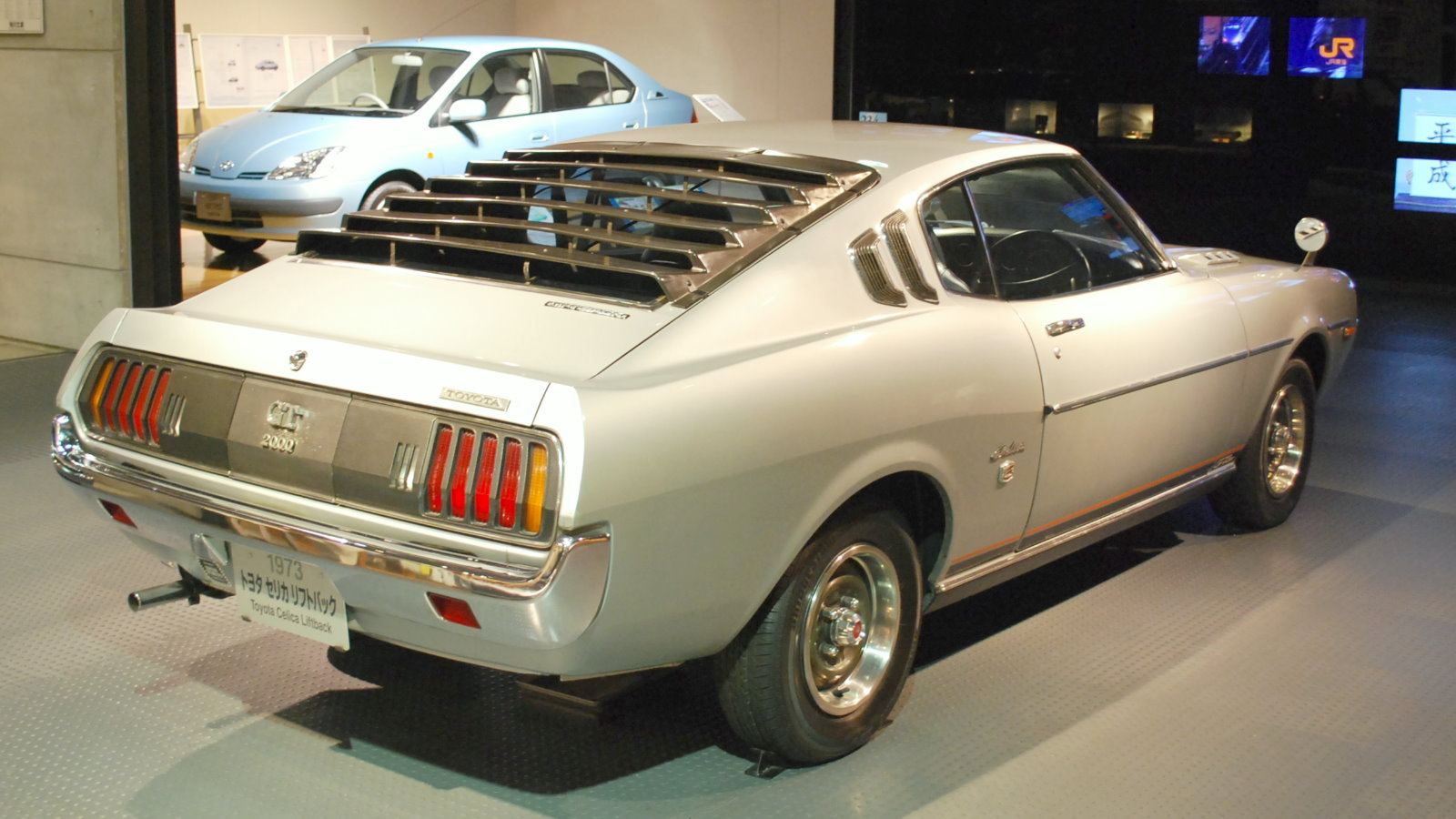
'73 Celica 2000GT liftback
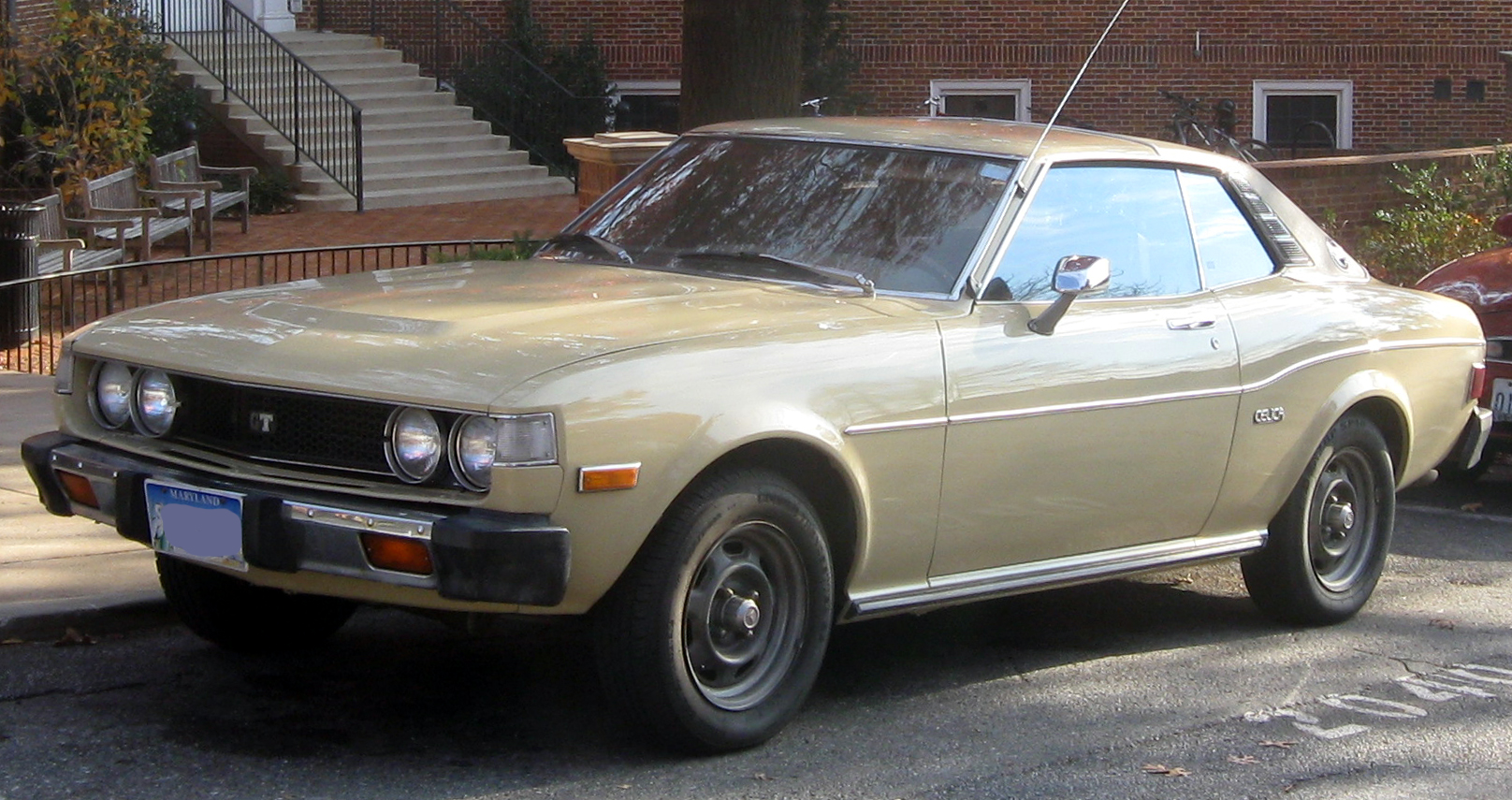
'76 Celica 2200GT coupé

## II Generacja
Celica drugiej generacji (oznaczenie A40/A50) trafiła do produkcji w sierpniu 1977 już jako rocznik 1978. Dostępne wersje nadwozia to ponownie coupé i liftback. Wersja Coupe przestała być już prawdziwym hardtopem, zarówno Coupe jak i Liftback charakteryzowało się drzwiami bez ramek przy szybach, występował jednak szeroki słupek B. Osobą odpowiedzialną za tego typu rozwiązanie był David Stollery. Drugą generację Celiki dzieli się na dwie serie, A (1978–1979) i B (1979-1981). Pierwsza z nich wyróżniała się okrągłymi reflektorami w pasie przednim i chromowanymi zderzakami już w standardzie, druga zaś prostokątnymi kloszami świateł oraz ogumowanymi zderzakami. W USA występowała ona pod nazwą Toyota Ceilca XX.
Mimo coraz ostrzejszych norm emisji spalin do napędu wciąż używano silników DOHC, były to m.in. 2000 18R-GU (130 KM), 1800 3T-U (98 KM) czy też 1600 12T-U (88 KM).
W 1978 roku rozpoczęto produkcję modelu Toyota Supra MkI, który konstrukcyjnie opierał się na Celice drugiej generacji. 
| Wersja             | Silnik:                   | Układ zasilania:   | Średnica × skok tłoka: | St. sprężania:     | Moc maksymalna:                   | Maks. moment obrotowy      | V-max:             | Przyspieszenie 0-100 km/h: |
| Silniki benzynowe: | Silniki benzynowe:        | Silniki benzynowe: | Silniki benzynowe:     | Silniki benzynowe: | Silniki benzynowe:                | Silniki benzynowe:         | Silniki benzynowe: | Silniki benzynowe:         |
| ------------------ | ------------------------- | ------------------ | ---------------------- | ------------------ | --------------------------------- | -------------------------- | ------------------ | -------------------------- |
| 1600 LT            | R4 1,6 l (1588 cm³), SOHC | gaźnik             | 79,50 mm × 80,00 mm    | 9,0:1              | 75 KM (55 kW) przy 5200 obr./min  | 122 N•m przy 3400 obr./min | 160 km/h           | 15,0 s                     |
| 1600 GT            | R4 1,6 l (1588 cm³), SOHC | gaźnik             | 79,50 mm × 80,00 mm    | 9,8:1              | 109 KM (80 kW) przy 6200 obr./min | 130 N•m przy 5000 obr./min | 180 km/h           | 13,0 s                     |
| 2000 GT            | R4 2,0 l (1968 cm³), SOHC | dwa gaźniki        | 88,50 mm × 80,00 mm    | 9,7:1              | 118 KM (87 kW) przy 5800 obr./min | 152 N•m przy 5200 obr./min | 195 km/h           | b/d                        |
| 2200 (USA)         | R4 2,2 l (2189 cm³), SOHC | gaźnik             | 88,40 mm × 88,90 mm    | b/d                | 96 KM (71 kW) przy 4800 obr./min  | 165 N•m przy 2400 obr./min | b/d                | b/d                        |
| 2400 (USA)         | R4 2,4 l (2366 cm³), SOHC | gaźnik             | 91,90 mm × 88,90 mm    | 9,7:1              | 98 KM (72 kW) przy 4800 obr./min  | 174 N•m przy 2800 obr./min | b/d                | b/d                        |

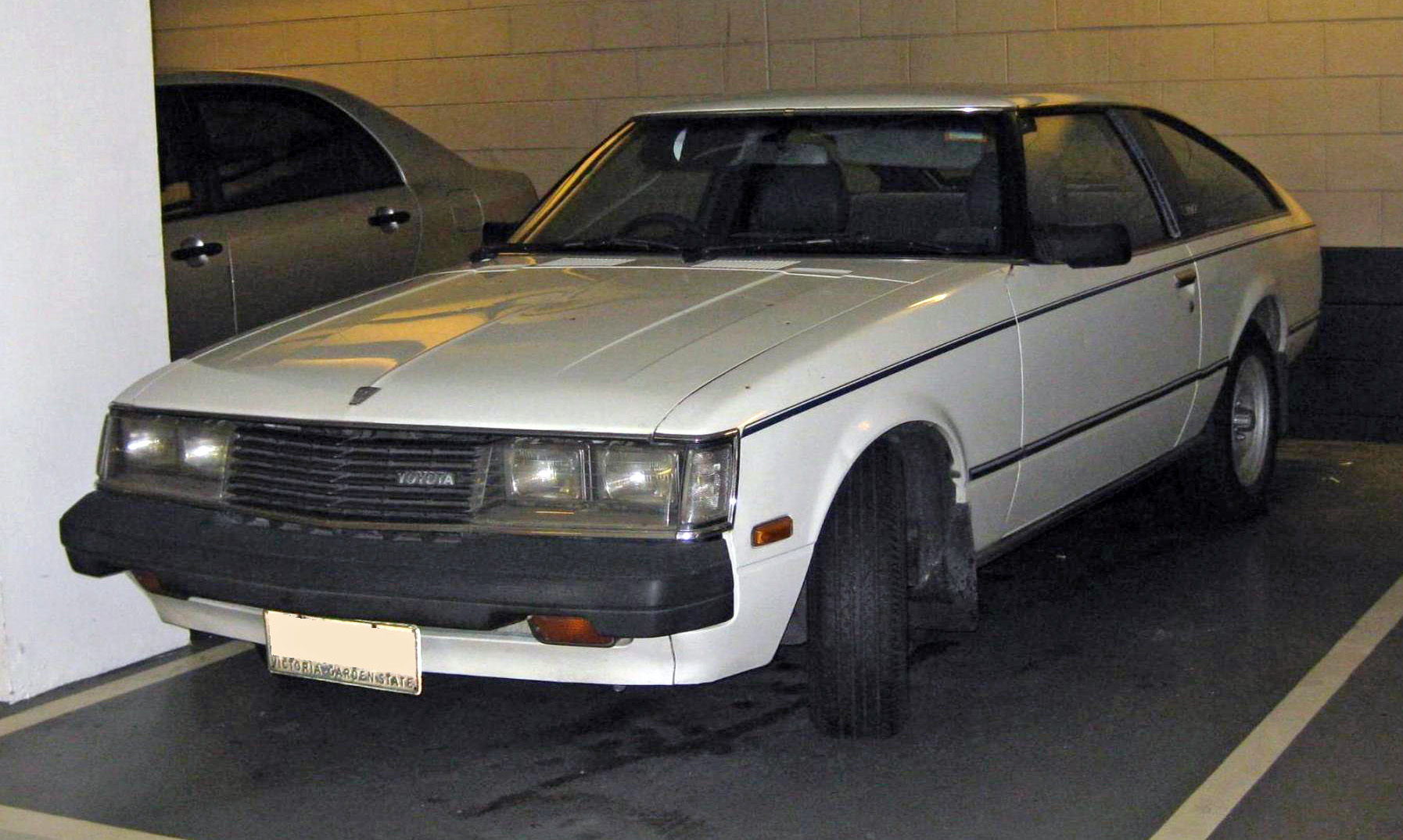
Celica liftback
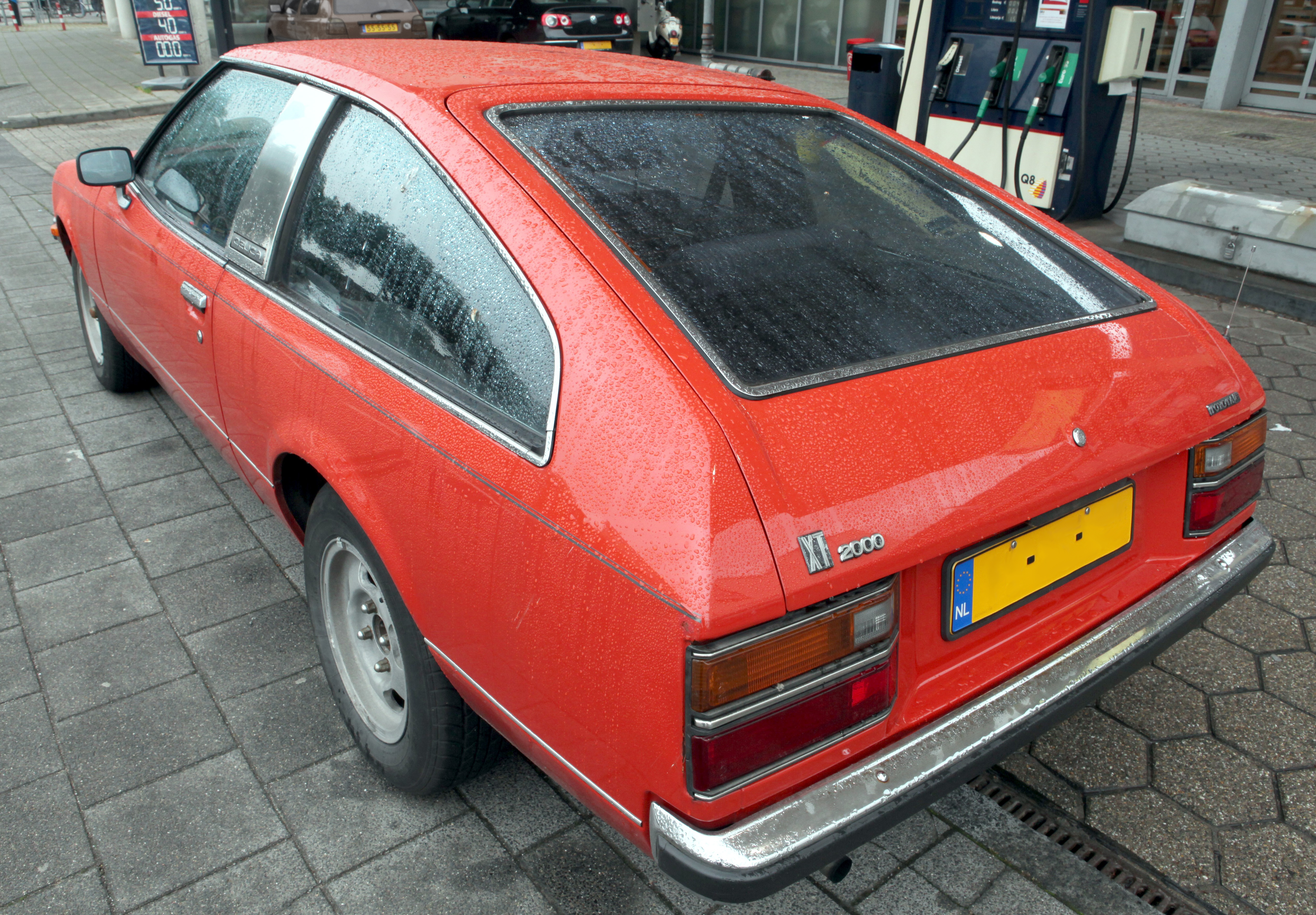
Celica Liftback
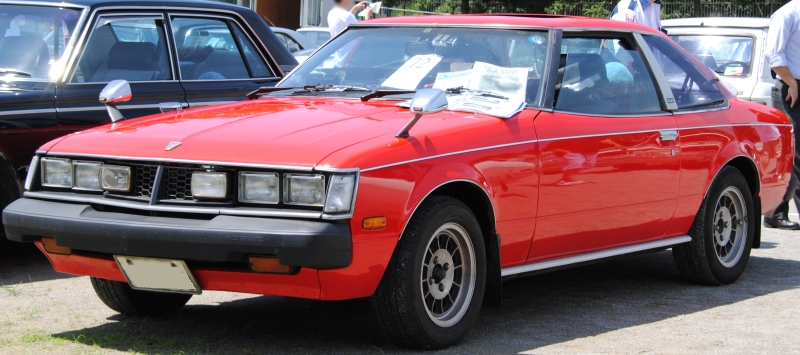
Celica coupé
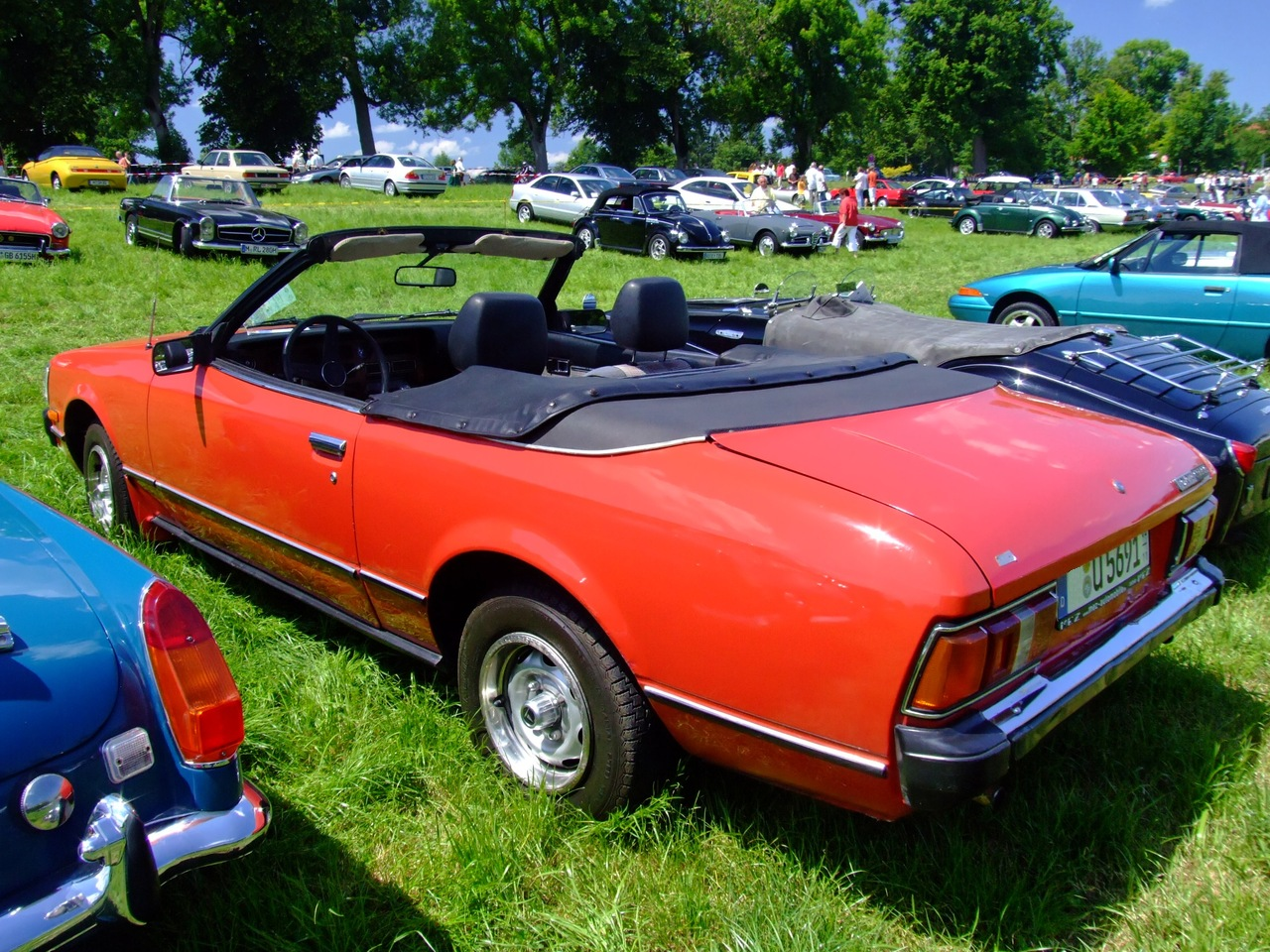
Celica cabrio

## III Generacja
Trzecia generacja wprowadzona do produkcji w lipcu 1981 znacznie różniła się od poprzednich modeli, które nawiązywały do klasycznych amerykańskich linii samochodów sportowych z lat 70. Celica występowała tradycyjnie w dwóch wersjach nadwoziowych, liftback i notchback coupé, i wyróżniała się kanciastymi kształtami nadwozia, po raz pierwszy użyto podnoszonych świateł). Jest to też ostatnia generacja z napędem na tylne koła. 
Dostępne były silniki takie jak: 1600 2T-GEU, 1800 1-SU (100 KM), 1800 3T-EU (105 KM), 2000 18R-GEU (135 KM), 4A-GEI czy też turbodoładowany 3T-GTEU (od października 1982). Możliwy był wybór wersji z aktywnym układem zawieszenia (m.in. system 4 skrętnych kół).
Standardem stała się 5-biegowa skrzynia manualna z nadbiegiem, tylko wersje GT mogły zostać połączone z 4-biegowym automatem. Od sierpnia 1982 dla samochodów sprzedawanych na rynku północnoamerykańskim przygotowano silniki z wtryskiem paliwa. W 1983 (wersja rocznikowa 1984) przeprowadzony został facelifting.

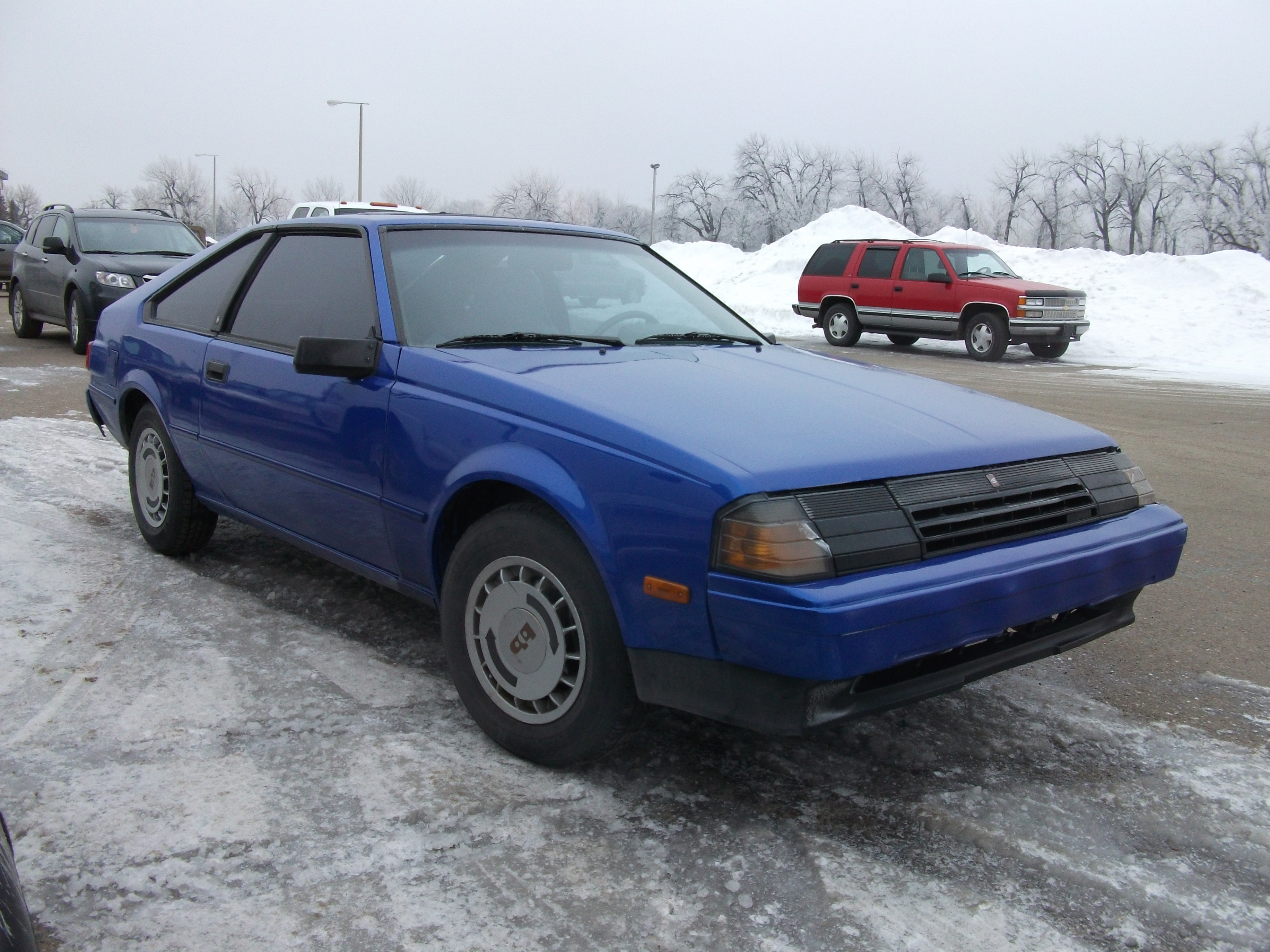
Toyota Celica GT liftback z lat 1984-85
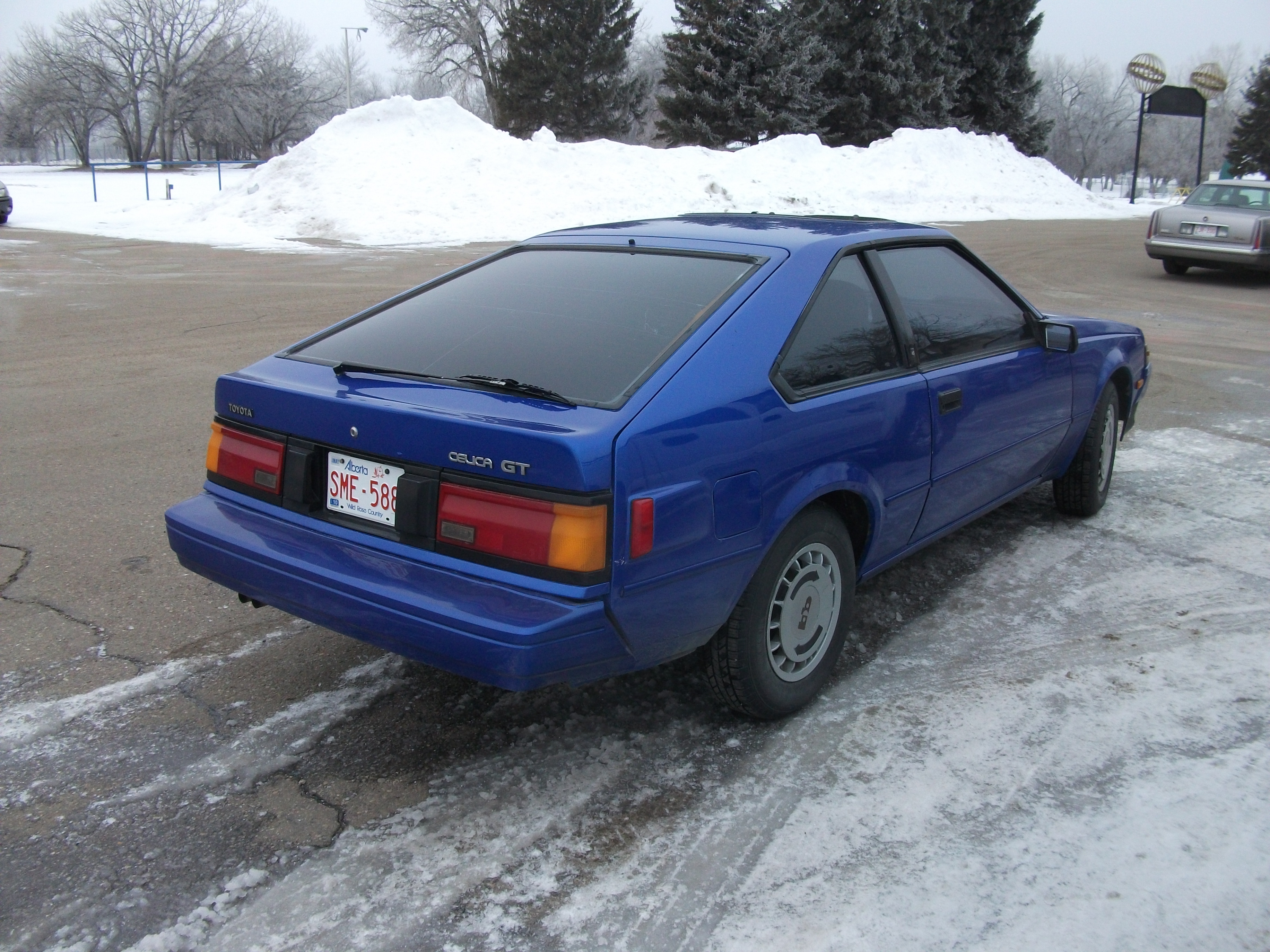
Toyota Celica GT liftback z lat 1984-85
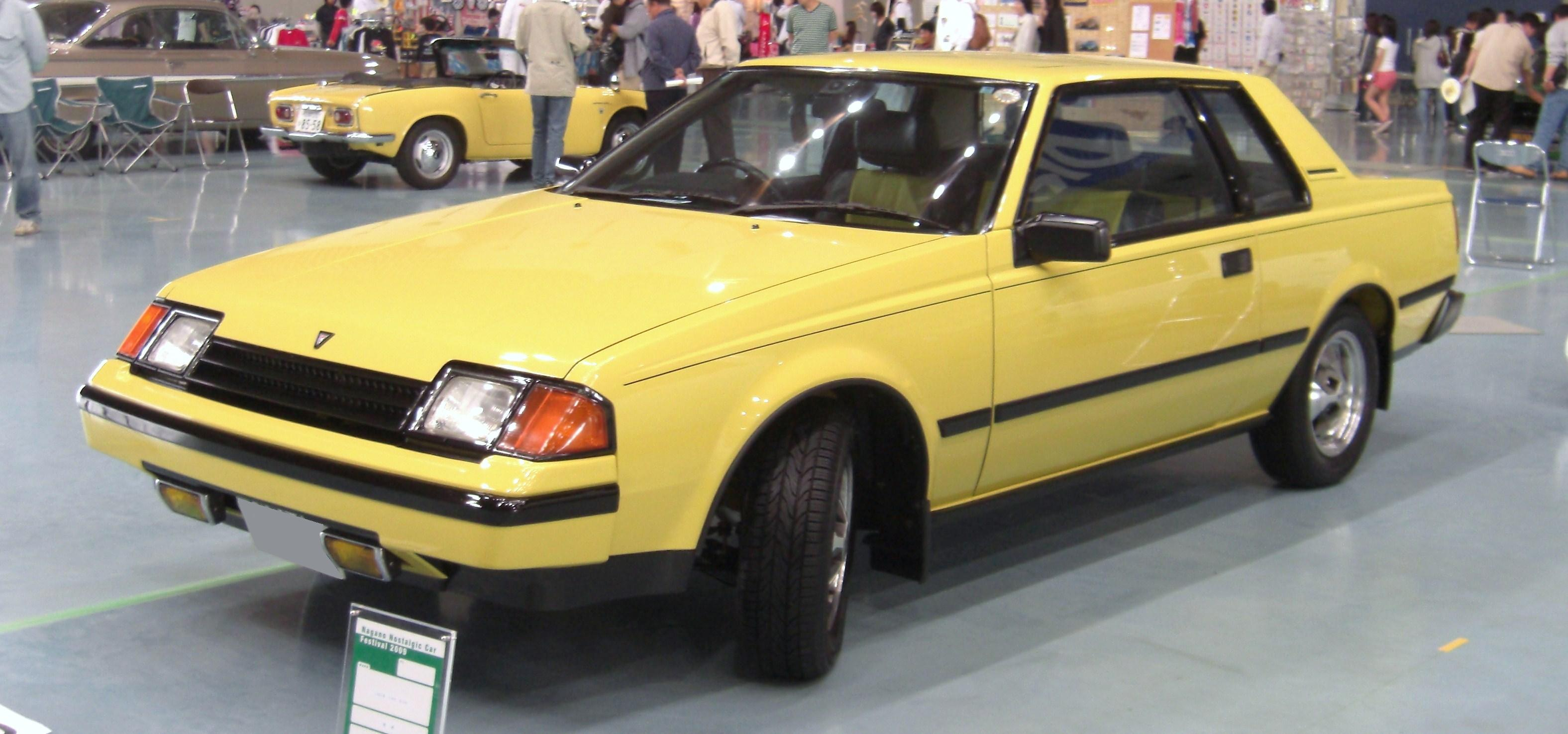
Toyota Celica coupé
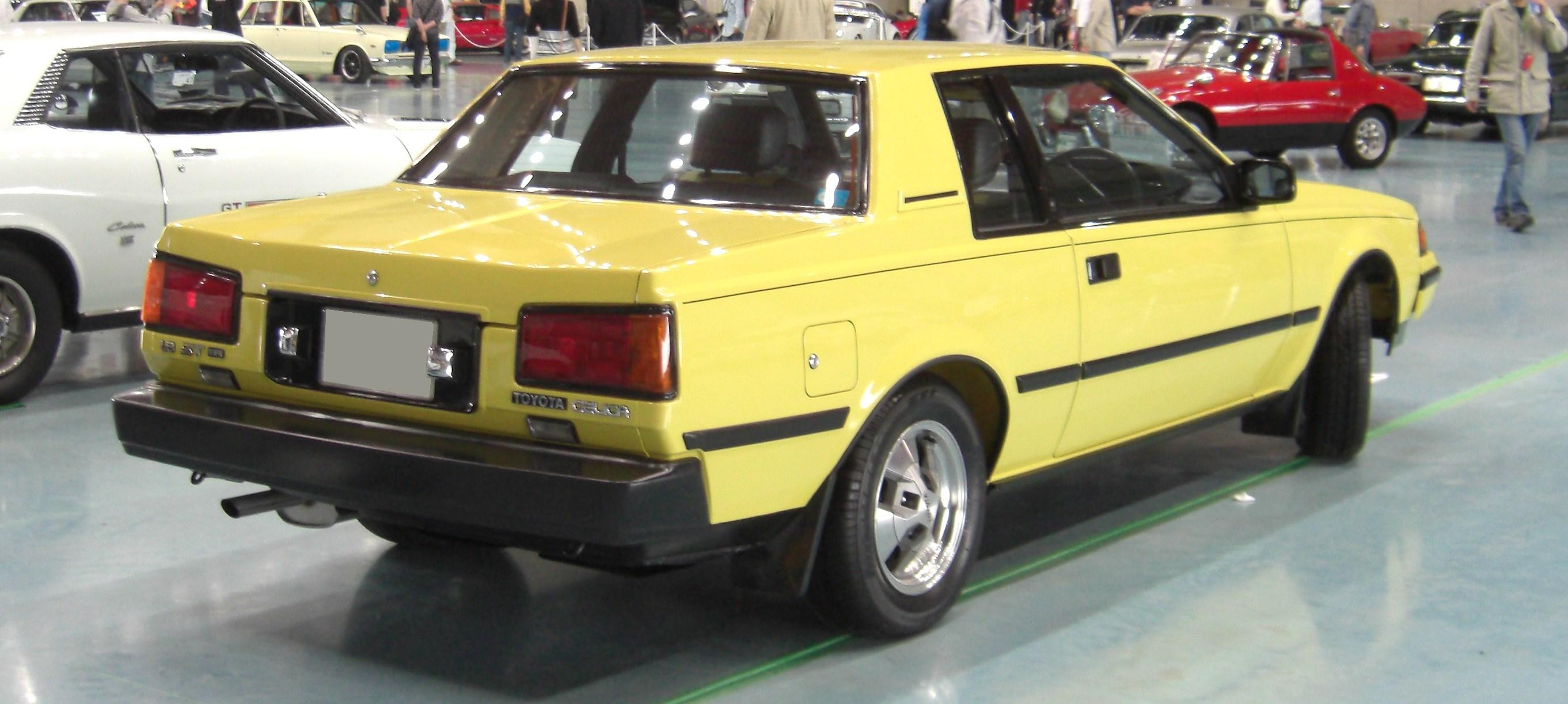
Toyota Celica coupé

## IV Generacja
W sierpniu 1985 Celica doczekała się gruntownej modernizacji. Główną zmianą konstrukcyjną było wprowadzenie przedniego napędu. Nadwozie otrzymało bardziej opływowy kształt, w ofercie pozostała tylko wersja hatchback.
W październiku 1985 roku wprowadzono nową wersję GT-Four, otrzymała ona napęd AWD oraz turbodoładowany silnik 3S-GTEU (185 KM). Pojazd ten brał udział w rajdowych mistrzostwach świata, w 1990 Carlos Sainz wygrał nim Puchar Kierowców. Od października 1987 oferowano wersję kabriolet.
| Wersja             | Silnik:                          | Układ zasilania:   | Średnica × skok tłoka: | St. sprężania:     | Moc maksymalna:                                   | Maks. moment obrotowy          | V-max:             | Przyspieszenie 0-100 km/h: |
| Silniki benzynowe: | Silniki benzynowe:               | Silniki benzynowe: | Silniki benzynowe:     | Silniki benzynowe: | Silniki benzynowe:                                | Silniki benzynowe:             | Silniki benzynowe: | Silniki benzynowe:         |
| ------------------ | -------------------------------- | ------------------ | ---------------------- | ------------------ | ------------------------------------------------- | ------------------------------ | ------------------ | -------------------------- |
| 1.6 ST             | R4 1,6 l (1587 cm³), SOHC        | gaźnik             | 81,00 mm × 77,00 mm    | b/d                | 87 KM (64 kW) przy 5600 obr./min                  | 136 N•m przy 3600 obr./min     | 175 km/h           | 12,4 s                     |
| 1.6 GT             | R4 1,6 l (1587 cm³), DOHC        | wtrysk             | 81,00 mm × 77,00 mm    | b/d                | 125 KM (92 kW) przy 6600 obr./min                 | 142 N•m przy 5000 obr./min     | 205 km/h           | 8,9 s                      |
| 2.0 GT             | R4 2,0 l (1998 cm³), DOHC        | wtrysk             | 86,00 mm × 86,00 mm    | 9,2-9,8:1          | 140-150 KM (103-110 kW) przy 6400 (6000) obr./min | 173-180 N•m przy 4800 obr./min | 200-210 km/h       | 8,7-9,0 s                  |
| 2.0 GT-S           | R4 2,0 l (1998 cm³), DOHC        | wtrysk             | 86,00 mm × 86,00 mm    | b/d                | 153 KM (112 kW) przy 6400 obr./min                | 180 N•m przy 4800 obr./min     | 210 km/h           | 8,6 s                      |
| 2.0 Turbo          | R4 2,0 l (1998 cm³), DOHC, turbo | wtrysk             | 86,00 mm × 86,00 mm    | 8,5:1              | 185 KM (136 kW) przy 6000 obr./min                | 250 N•m przy 3600 obr./min     | 220 km/h           | 8,1 s                      |

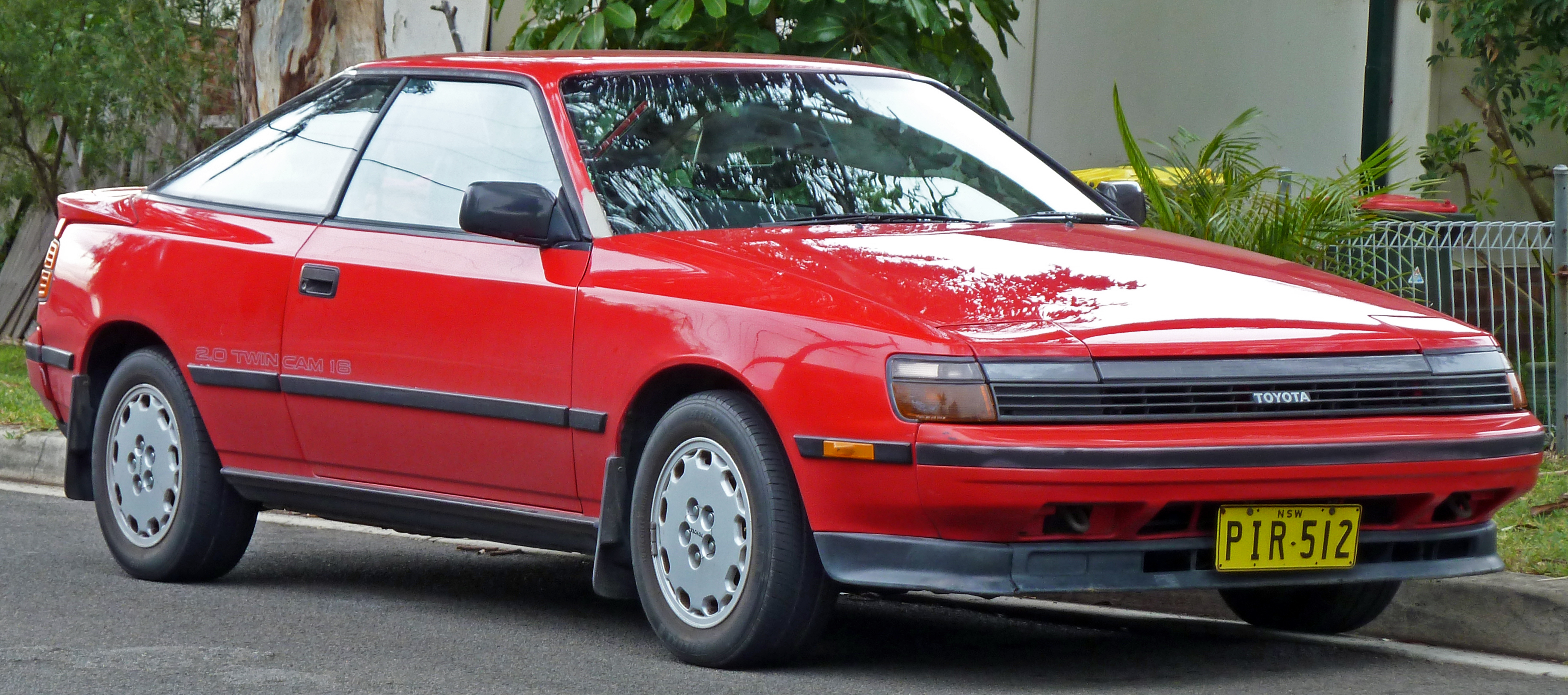
'87-'89 Celica liftback
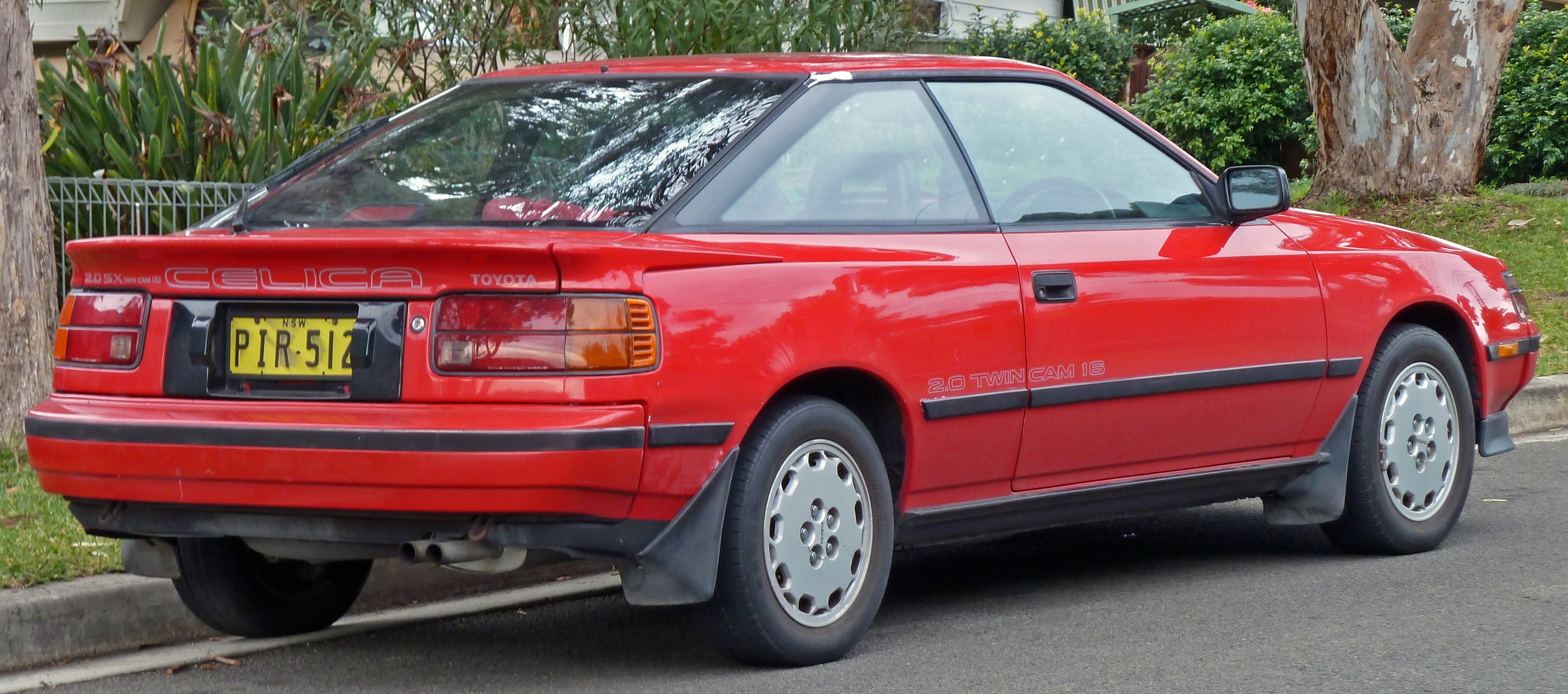
'87-'89 Celica liftback
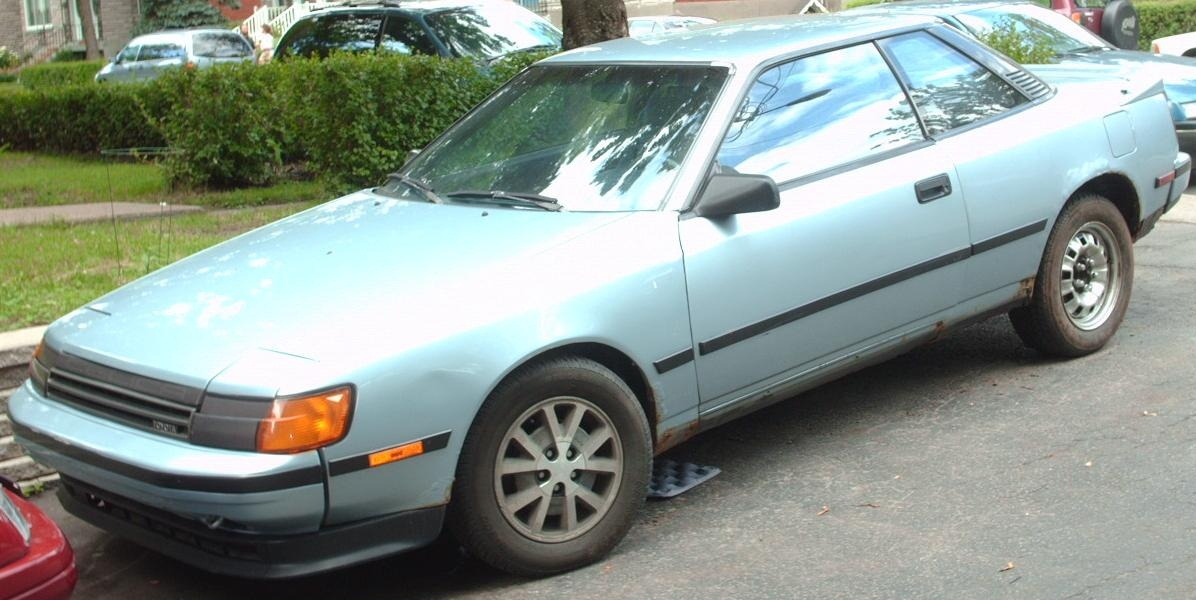
'86-'87 Celica coupé
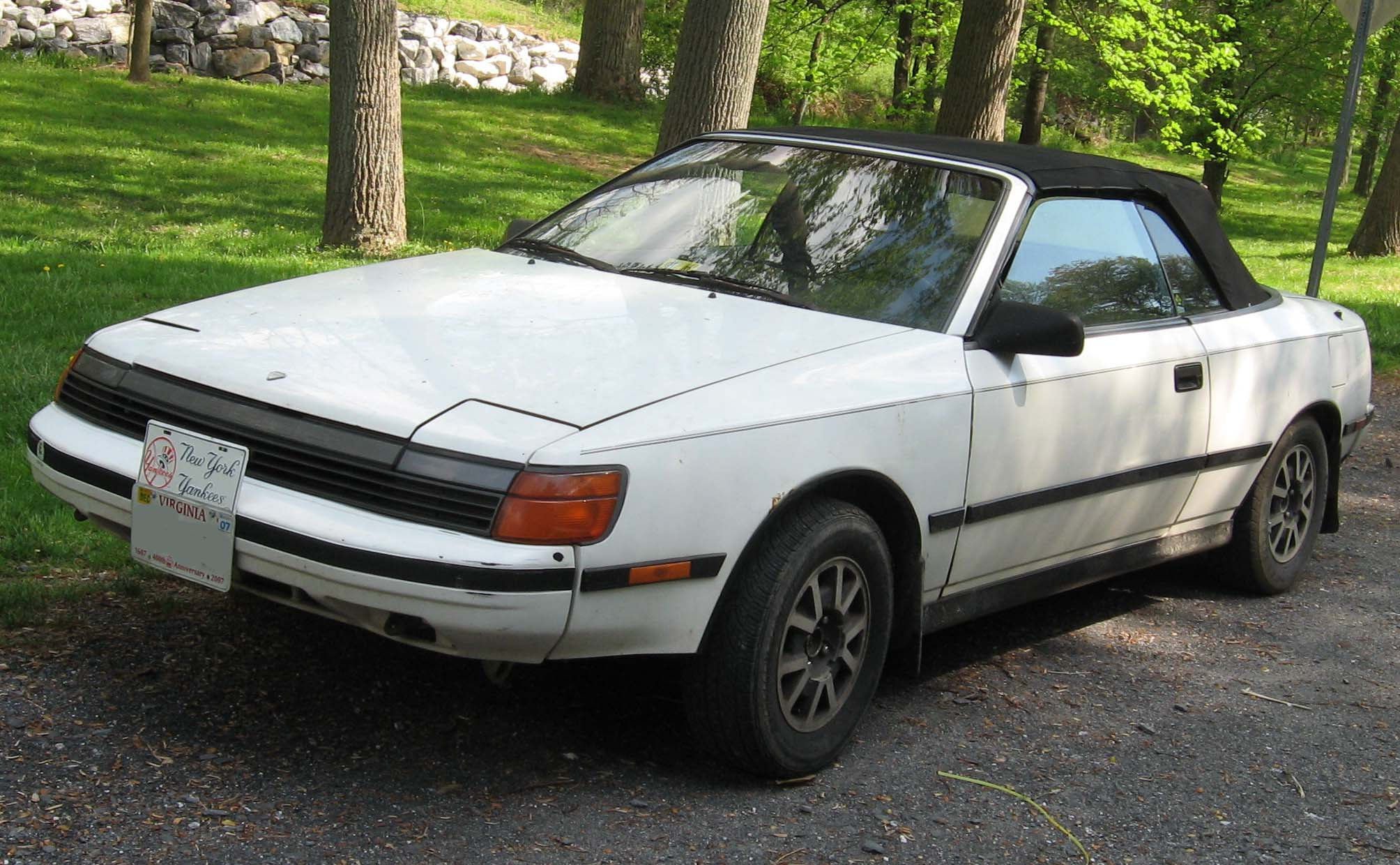
'86-'89 Celica cabrio

## V Generacja
Celica piątej generacji trafiła do produkcji we wrześniu 1989 już jako rocznik 1990. Samochód charakteryzował się nadwoziem o bardziej zaokrąglonych kształtach niż w przypadku poprzedni generacji. Długość samochodu nieznacznie wzrosła, rozstaw osi pozostał niezmieniony. Samochód dostępny był jako liftback, od sierpnia 1990 roku także jako kabriolet (silnik 2.0 3S-GE, 165 KM), produkowany we współpracy z amerykańskim przedsiębiorstwem American Sunroof Company. Wyłącznie na rynku japońskim dostępna była wersja 4WS, wyposażona w skrętne koła tylnej osi. Ich maksymalny skręt wynosił 5 stopni. Odpowiednie ustawienie kół zapewniały dwa silniki elektryczne, sterowane systemem wykorzystującym dane o prędkości i skręcie kół przedniej osi. Produkcję zakończono po czterech latach - w 1993 roku. W najmocniejszej wersji GT-Four silnik 3S-GTE osiągał 225 KM
| Wersja             | Silnik:                          | Układ zasilania:   | Średnica × skok tłoka: | St. sprężania:     | Moc maksymalna:                    | Maks. moment obrotowy      | V-max:             | Przyspieszenie 0-100 km/h: |
| Silniki benzynowe: | Silniki benzynowe:               | Silniki benzynowe: | Silniki benzynowe:     | Silniki benzynowe: | Silniki benzynowe:                 | Silniki benzynowe:         | Silniki benzynowe: | Silniki benzynowe:         |
| ------------------ | -------------------------------- | ------------------ | ---------------------- | ------------------ | ---------------------------------- | -------------------------- | ------------------ | -------------------------- |
| 1.6 STi            | R4 1,6 l (1587 cm³), DOHC        | wtrysk             | 81,00 mm × 77,00 mm    | 9,5:1              | 105 KM (77 kW) przy 6000 obr./min  | 142 Nm przy 3200 obr./min  | 200 km/h           | 11,0 s                     |
| 2.0 GT             | R4 2,0 l (1998 cm³), DOHC        | wtrysk             | 86,00 mm × 86,00 mm    | 10,0:1             | 165 KM (120 kW) przy 6000 obr./min | 191 Nm przy 4800 obr./min  | 220 km/h           | 8,4 s                      |
| 2.0 All-Trac       | R4 2,0 l (1998 cm³), DOHC, turbo | wtrysk             | 86,00 mm × 86,00 mm    | 8,8:1              | 204 KM (150 kW) przy 6000 obr./min | 271 N•m przy 3200 obr./min | 225 km/h           | 6,7 s                      |

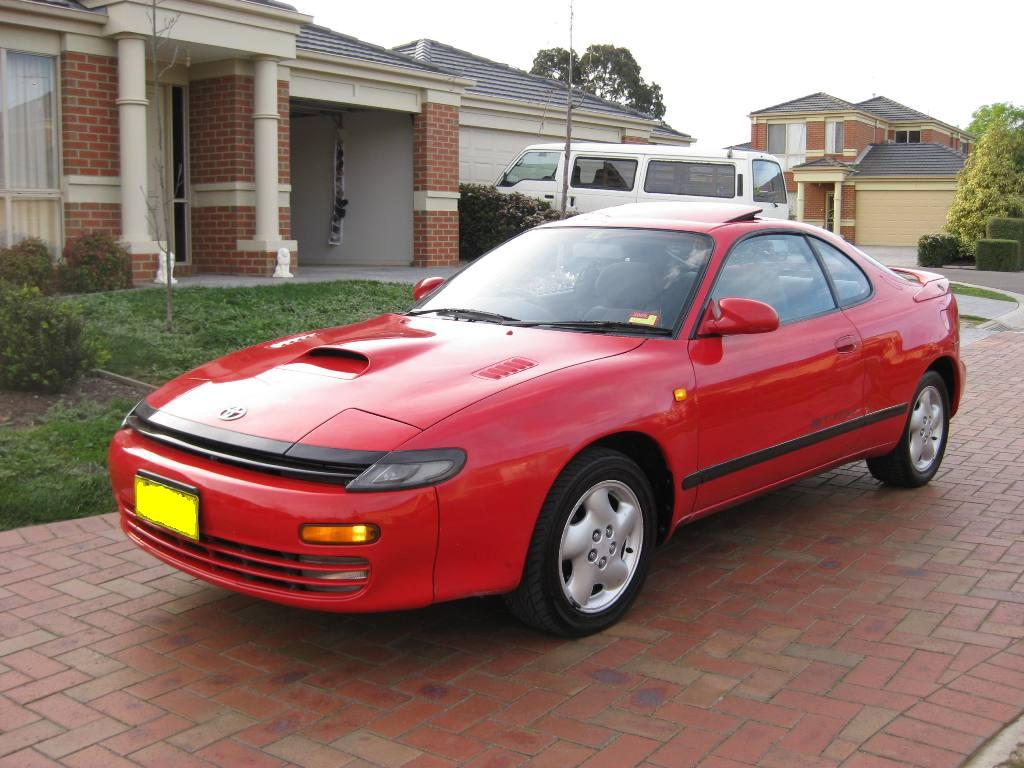
'90 Celica GT-4 liftback
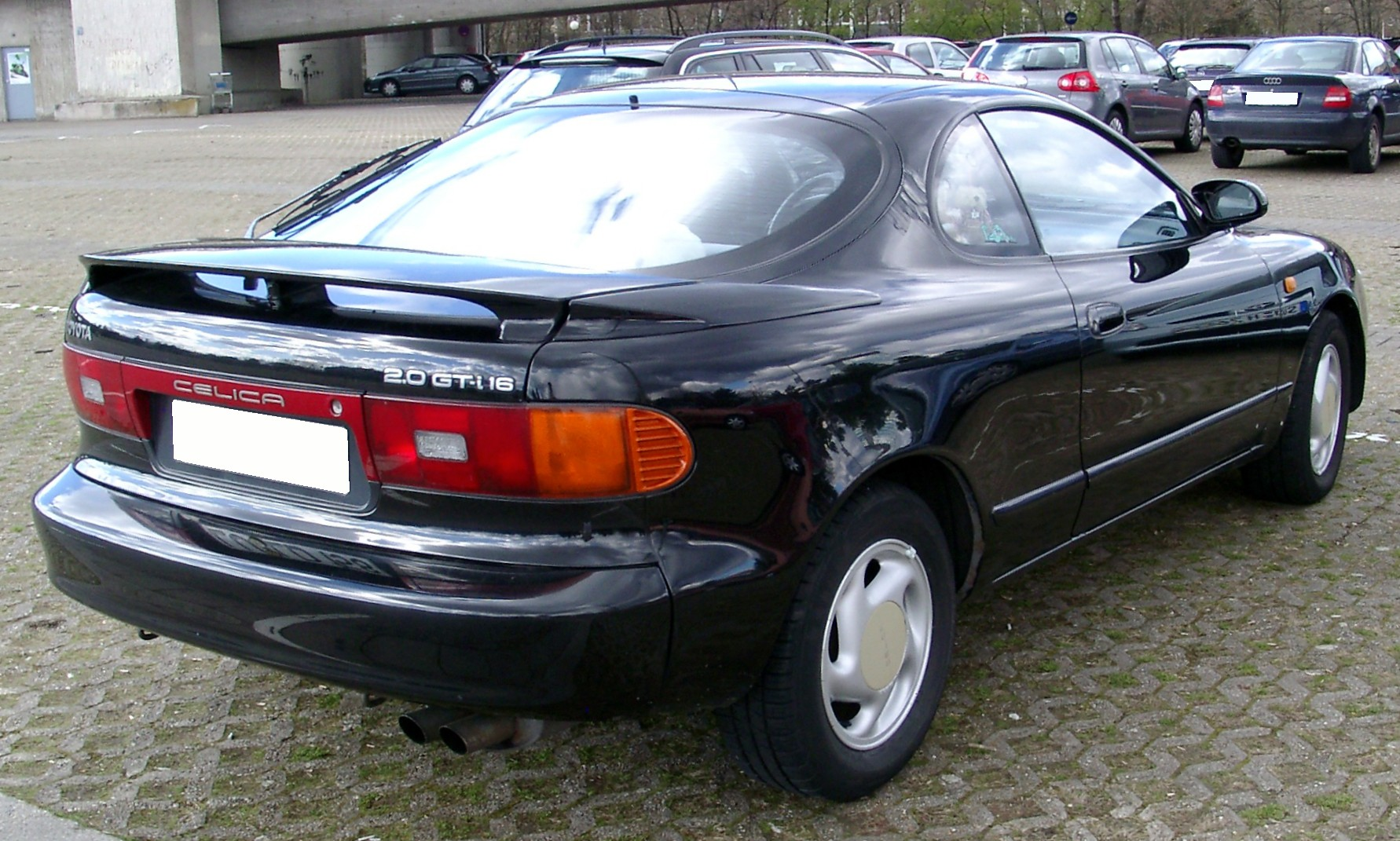
Celica 2.0 GT-i 16v liftback
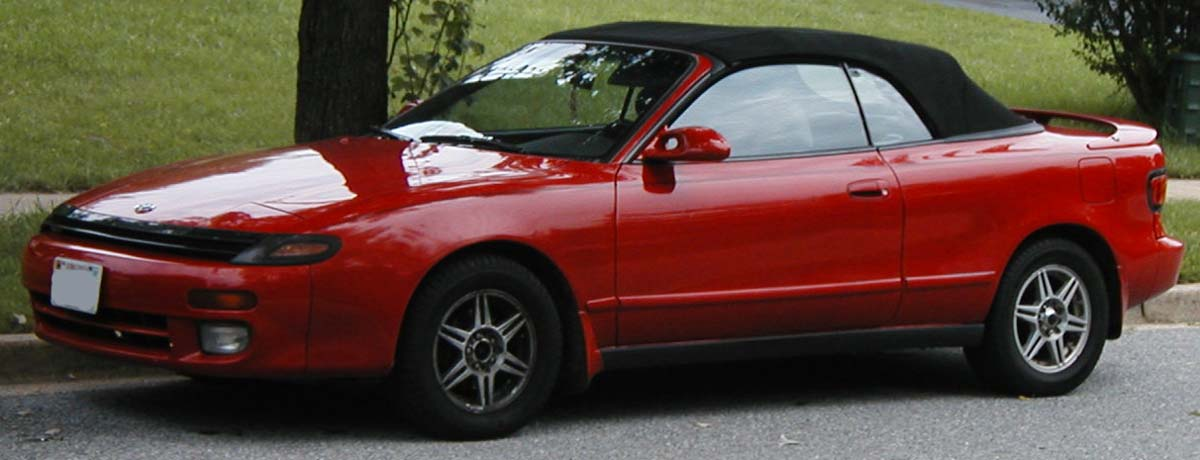
Celica cabrio
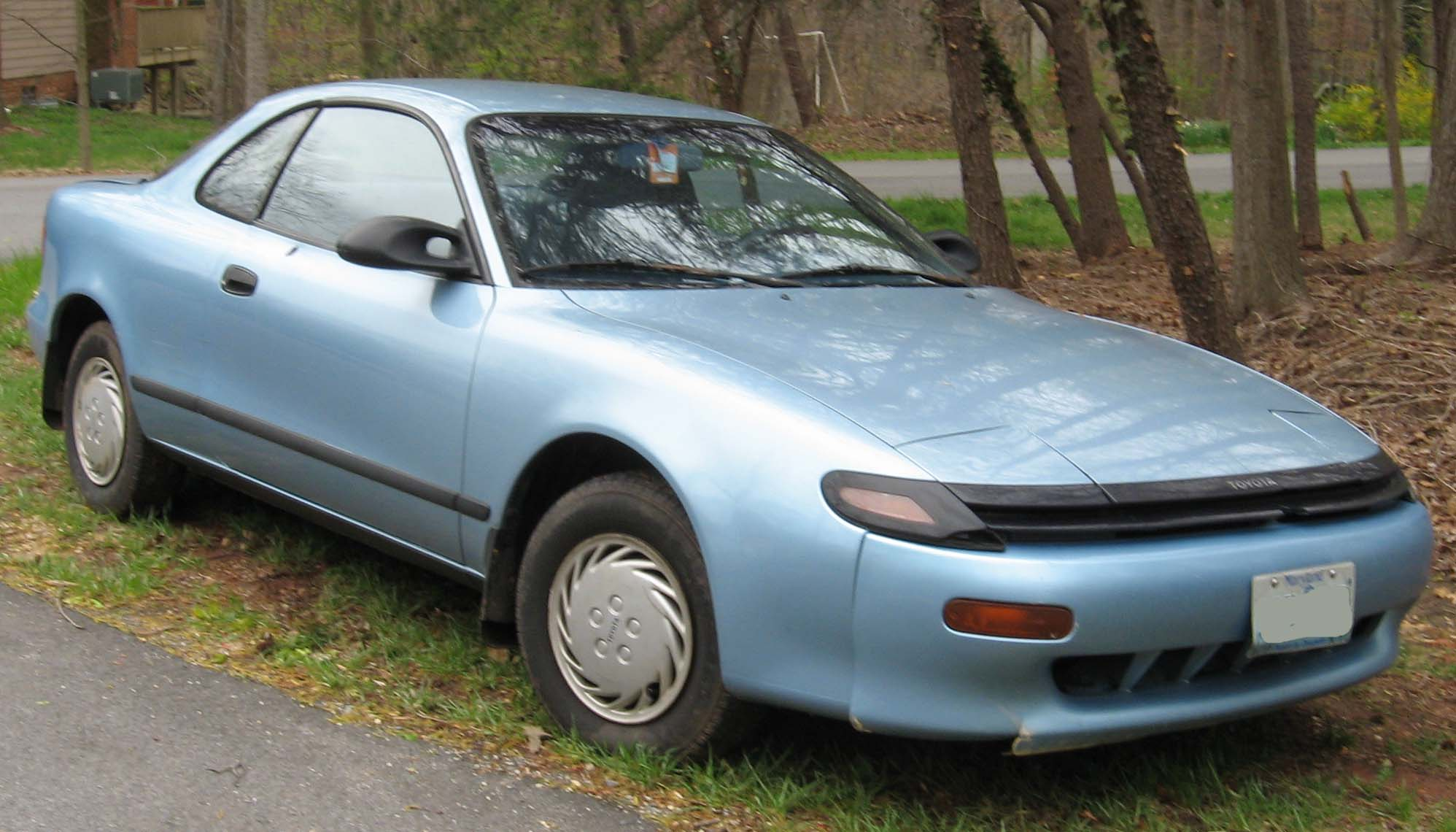
Celica coupé

## VI Generacja
Szósta generacja Celiki zadebiutowała w lutym 1994 roku. Gama nadwozi ograniczyła się  do liftbacka, coupe i kabrioletu (od września 1994), oparta na tej wersji konstrukcja przez lata odnosiła sukcesy w Rajdowych Samochodowych Mistrzostwach Świata. Podstawowy model wyposażony został w czterocylindrowy silnik o pojemności 1,8 l i mocy 116 KM, z kolei w wersji GT zastosowano 170-konną jednostkę o pojemności dwóch litrów. Z zewnątrz Celicę GT można rozpoznać po seryjnie montowanych obręczach kół z lekkich stopów i charakterystycznych światłach przeciwmgielnych. Ofertę uzupełnia wersja GT-Four z silnikiem o mocy 242 KM (w Japonii 252 KM) i permanentnym napędem na 4 koła. Model GT w ostatnim roku produkcji otrzymał nowy silnik 3S-GE BEAMS (VVTI - zmienne fazy rozrządu), który występował w trzech wersjach. Najmocniejszy, z podwójnym VVTI, osiągał moc 210 KM bez doładowania.
Partie nośne karoserii wykonano w przeważającej części z ocynkowanych blach stalowych. 

### Facelift
W 1996 roku Celica przeszła facelifting polegający na delikatnym przemodelowaniu przedniego zderzaka (nie dotyczy wersji GT-Four). W miejscu jednego szerokiego wlotu powietrza zawitały dwa małe po bokach, w których teraz montowane były światła przeciwmgłowe, oraz jeden większy pośrodku. Szkła kierunkowskazów zostały zmienione z pomarańczowych na białe. Dołożono trzecie światło stopu na klapie bagażnika. Do wyposażenia podstawowego dodano poduszkę powietrzną pasażera.

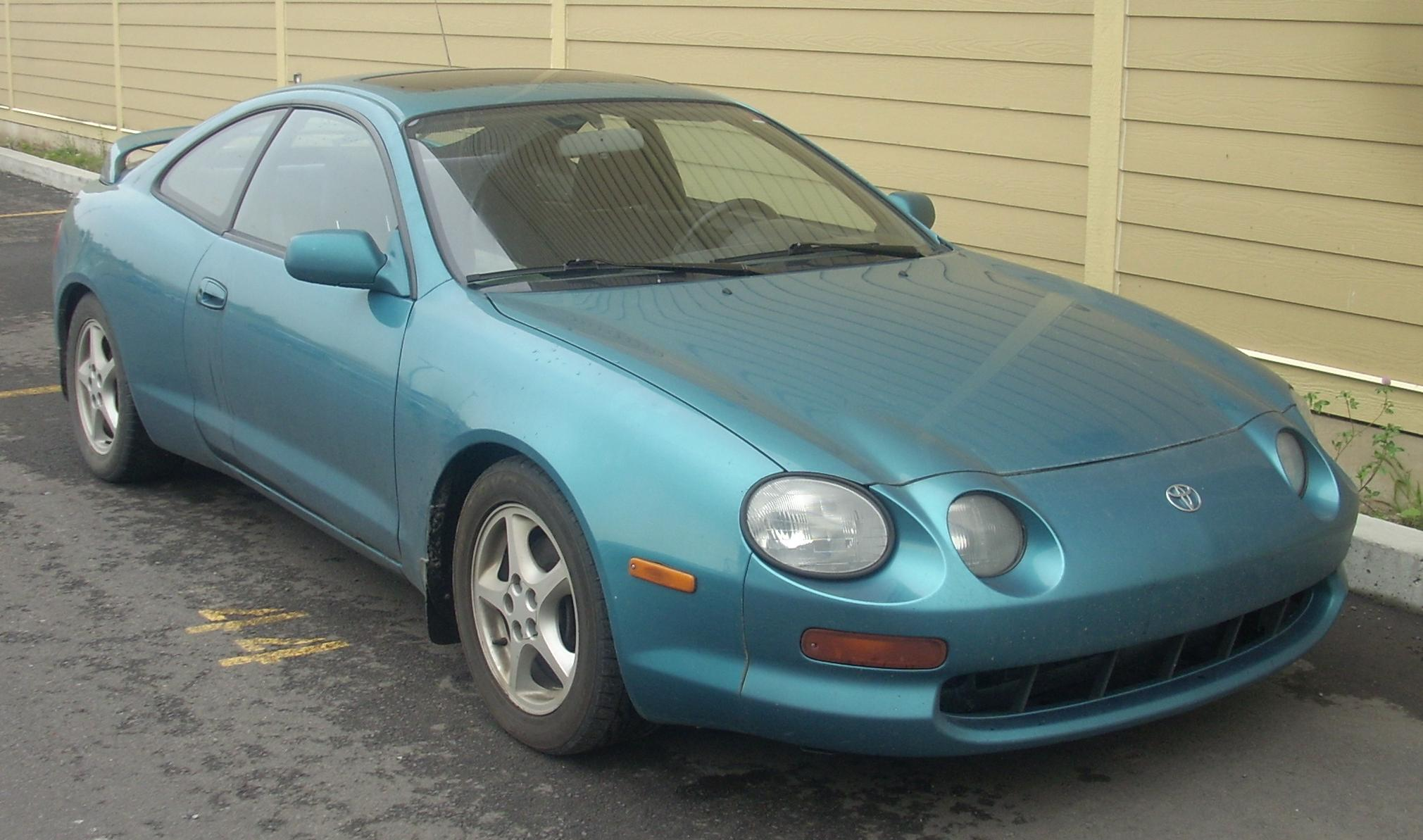
Wersja przed liftingiem
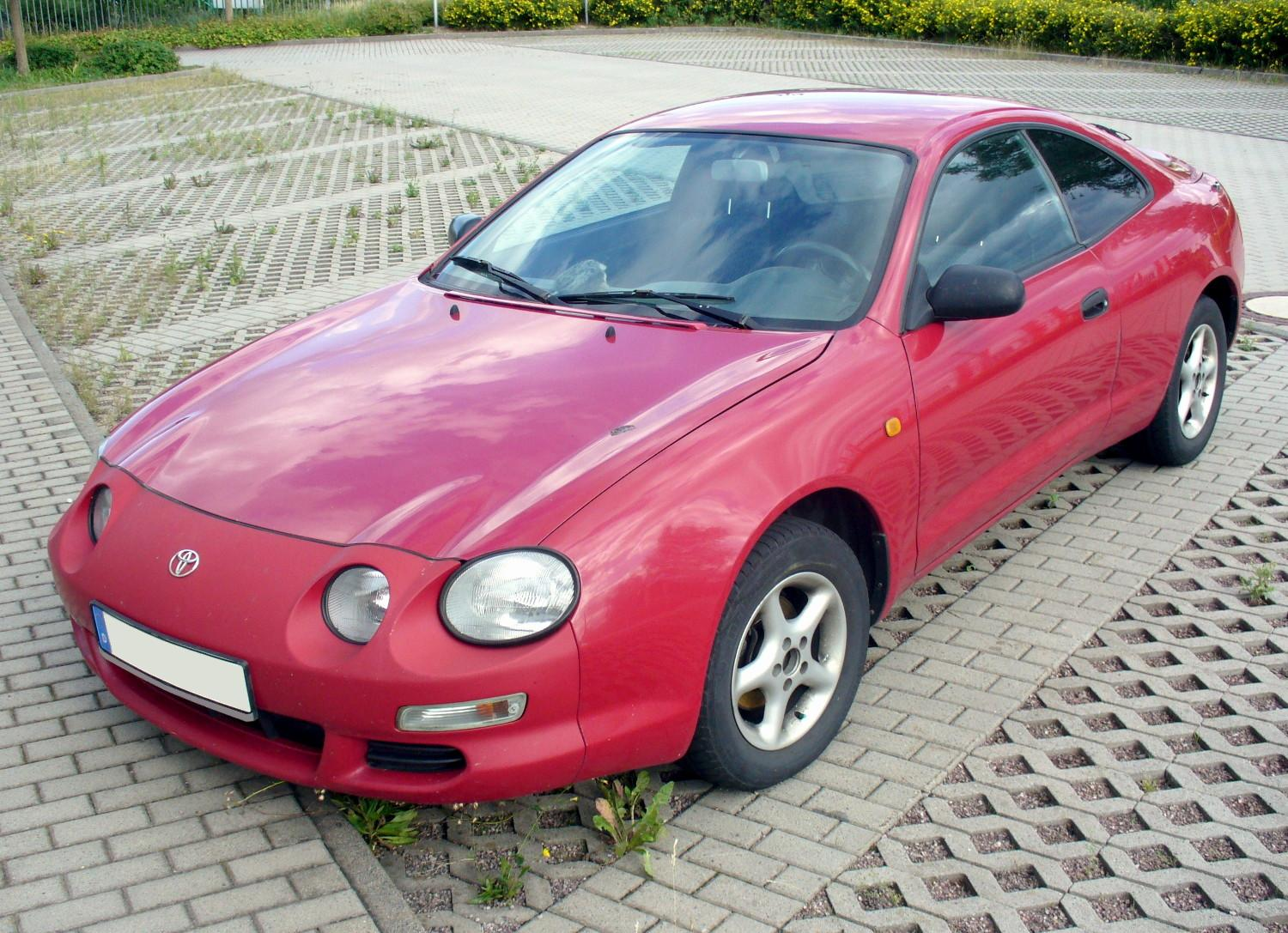
Wersja po liftingu

### Silniki
Benzyna
- 1.8L (1762cc) 16V DOHC 116KM
- 2.0L (1998cc)16V DOHC 175KM (przed liftingiem) / 170KM (po liftingu)
- 2.0L turbo (1998cc) 16V DOHC 242KM
- 2.2L (2164cc) 16V DOHC 135KM

### GT-Four
Wersja GT-Four powstała, aby spełnić wymagania homologacyjne FIA w nakładzie 2500 egzemplarzy. Zmiany w stosunku do wersji podstawowej to:
- stały napęd na 4 koła
- zmieniony wygląd maski, która została wykonana w całości z aluminium
- zmieniony przedni zderzak z okrągłymi światłami przeciwmgłowymi
- podstawowy spoiler klapy bagażnika ze specjalnymi podwyższeniami, na których wycięty został napis "GT-Four"

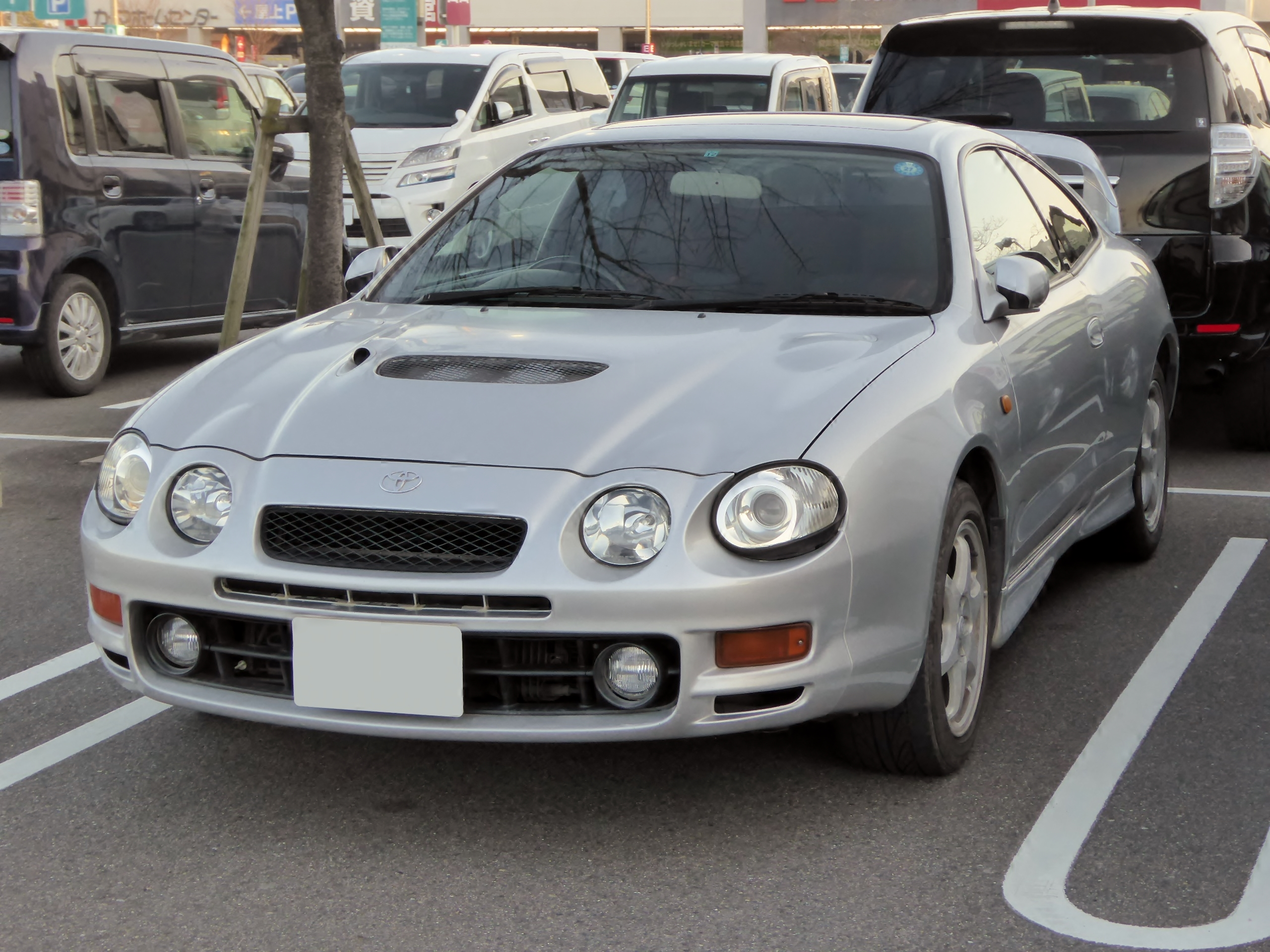
Toyota Celica VI GT-Four (ST205) na rynek japoński (przód)
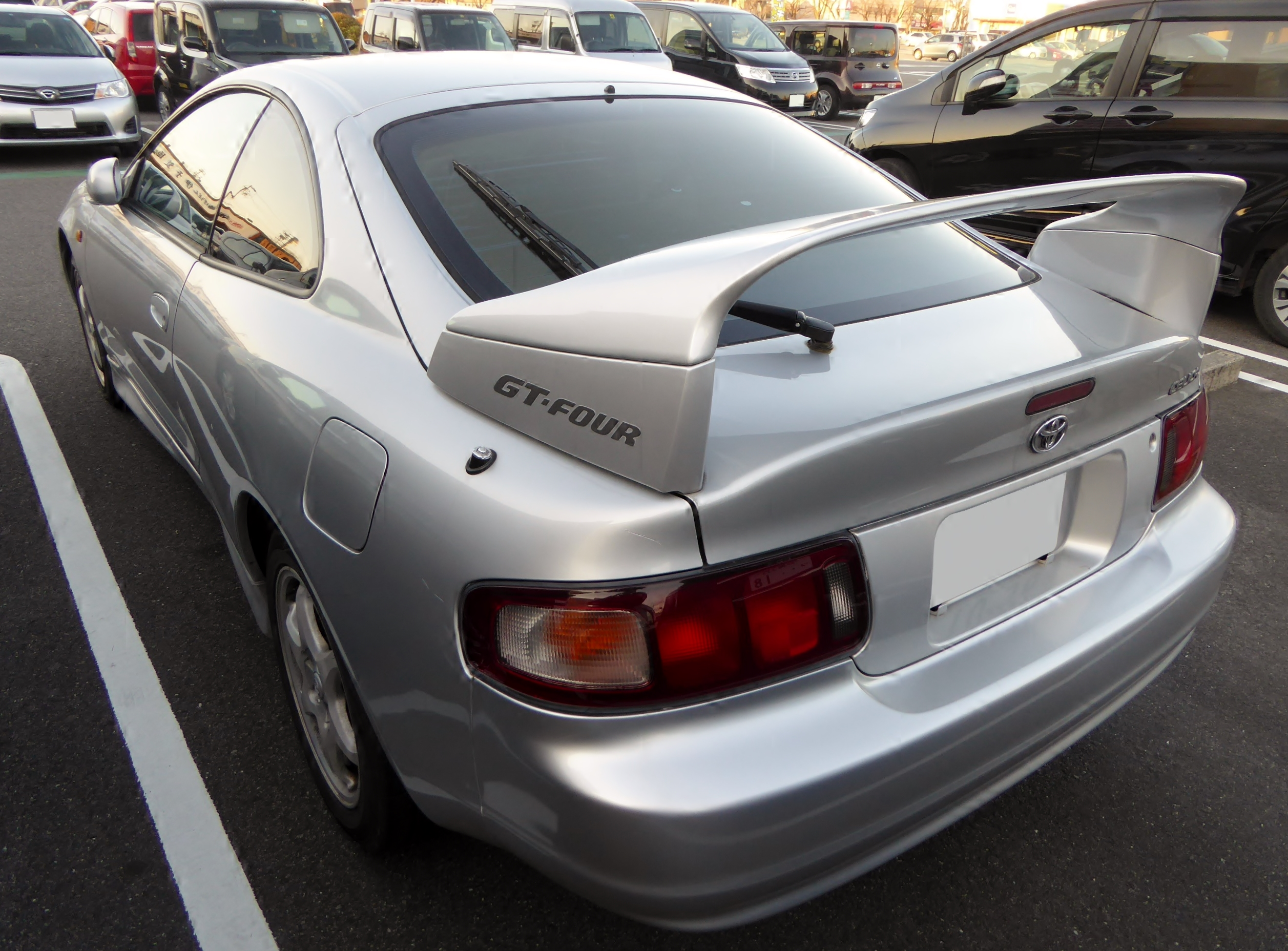
Toyota Celica VI GT-Four (ST205) na rynek japoński (tył)

## VII Generacja
VII generacja Celiki została wprowadzona do produkcji we wrześniu 1999 roku. W porównaniu z poprzednią generacją udało się obniżyć masę pojazdu. Do napędu używano dwóch jednostek R4 1.8, 1ZZ-FE (143 KM) i 2ZZ-GE (192 KM). Produkcję zakończono w kwietniu 2005 roku.
| Wersja:         | Silnik:         | Stopień sprężenia: | Moc KM (kW) przy obr./min.: | Maks. moment obrotowy (Nm) przy obr./min.: | Przyspieszenie 0-100 km/h: | Prędkość maksymalna: | Śr. zużycie paliwa: | Rynek: |
| --------------- | --------------- | ------------------ | --------------------------- | ------------------------------------------ | -------------------------- | -------------------- | ------------------- | ------ |
| Celica VVTi     | 1ZZ-FE 1794 cm³ | 10,0               | 143 (105) 6200              | 170/4800                                   | 8,9 s                      | 210 km/h             | 9,7 l/100 km        | Europa |
| Celica TS VVTLi | 2ZZ-GE 1796 cm³ | 11,5               | 192 (141) 7800              | 180/6800                                   | 7,2 s                      | 230 km/h             | 12.2 l/100 km       | Europa |

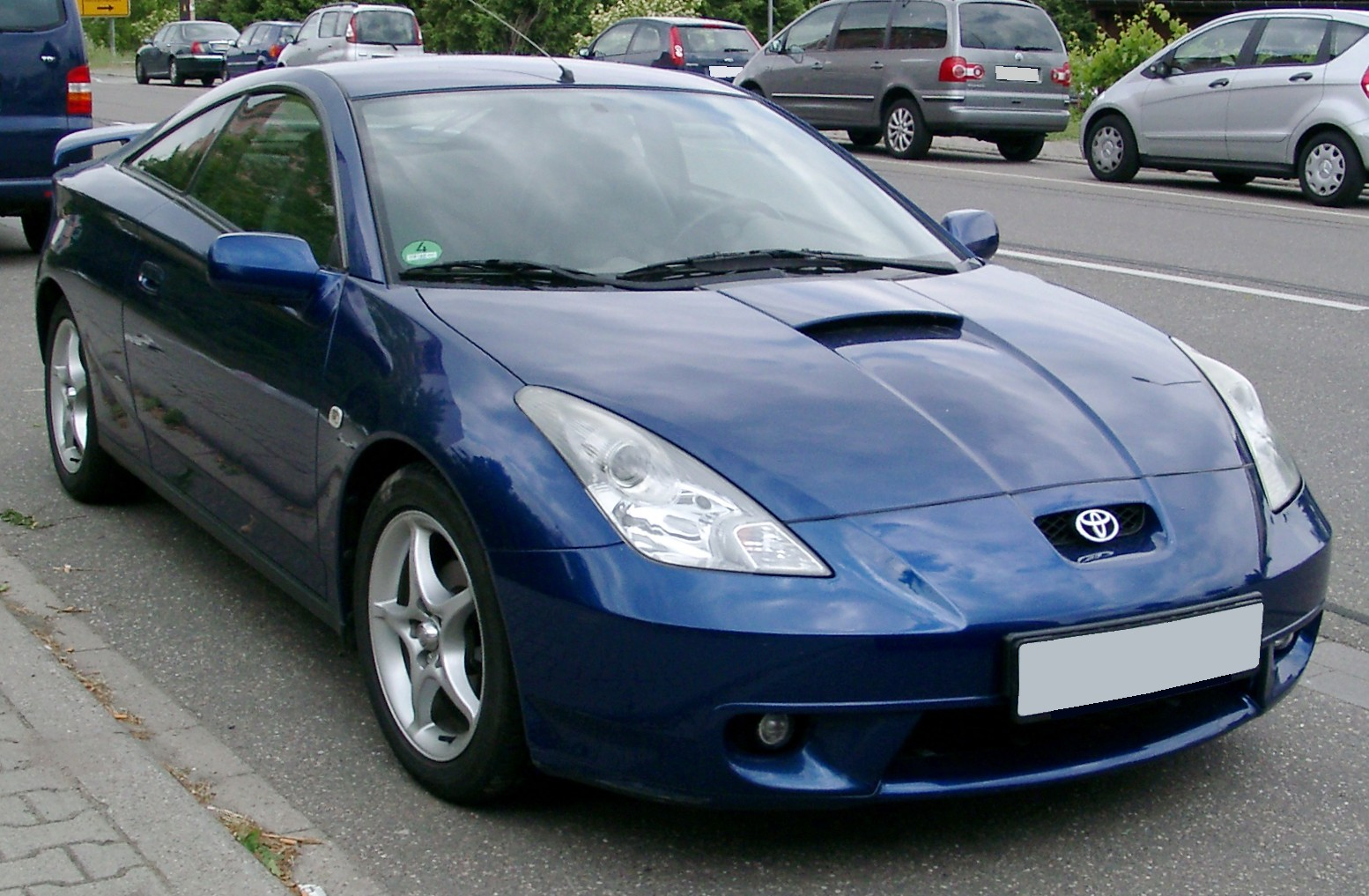
Model sprzed faceliftingu